# Verkiezingen voor het Europees Parlement 1984 in Nederland
Op 14 juni 1984 vonden in Nederland verkiezingen plaats voor de zittingsperiode 1984/1989 van het Europees Parlement. Voor Nederland waren bij deze verkiezingen 25 zetels beschikbaar, evenveel als bij de verkiezingen in 1979.

## Deelnemende partijen
| Lijst | Partij                              | Lijsttrekker          | Europese partij | Europese fractie                  |
| ----- | ----------------------------------- | --------------------- | --------------- | --------------------------------- |
| 1     | CDA - Europese Volkspartij          | Bouke Beumer          | EVP             | EVP                               |
| 2     | P.v.d.A./Europese Sociaaldemocraten | Piet Dankert          | PES             | PES                               |
| 3     | VVD - Europese Liberaal-Democraten  | Hans Nord             | ELDR            | Liberale en Democratische Fractie |
| 4     | D66                                 | Doeke Eisma           |                 |                                   |
| 5     | SGP, RPF en GPV                     | Leen van der Waal     |                 | niet-fractiegebonden              |
| 6     | Groen Progressief Akkoord           | Bram van der Lek      |                 | Regenbooggroep                    |
| 7     | Europese Groenen                    | Bart Kuiper           | EGP             |                                   |
| 8     | Centrumpartij                       | Alfred Vierling       |                 |                                   |
| 9     | God Met Ons                         | Tine Cuijpers-Boumans |                 |                                   |

## Uitslag

### Opkomst
|                  | 1979      | 1979      | 1984       | 1984  |
| # stemmen        | %         | # stemmen | %          |       |
| ---------------- | --------- | --------- | ---------- | ----- |
| Kiesgerechtigden | 9.808.176 |           | 10.485.014 |       |
| Niet opgekomen   | 4.107.573 | 41,88     | 5.150.432  | 49,12 |
| Opkomst          | 5.700.603 | 58,12     | 5.334.582  | 50,88 |
| Ongeldig/blanco  | 33.300    | 0,58      | 37.833     | 0,71  |
| Geldige stemmen  | 5.667.303 | 99,42     | 5.296.749  | 99,29 |
| Kiesdeler        | 226.692   | -         | 211.869    | -     |

### Verkiezingsuitslag en zetelverdeling naar partijen
De stemmen werden wel direct na de sluiting van de stembussen geteld, maar met de bekendmaking van de uitslagen werd gewacht tot de avond van zondag 17 juni, de dag dat in de meeste landen van de Europese Unie de verkiezingen gehouden werden. De definitieve verkiezingsuitslag werd op 20 juni 1984 door de Kiesraad bekendgemaakt.
| Partij                              | 1979      | 1979  | 1979   | 1984      | 1984  | 1984   | verschil | verschil |
| Partij                              | # stemmen | %     | zetels | # stemmen | %     | zetels | %        | zetels   |
| ----------------------------------- | --------- | ----- | ------ | --------- | ----- | ------ | -------- | -------- |
| P.v.d.A./Europese Sociaaldemocraten | 1.722.240 | 30,39 | 9      | 1.785.165 | 33,70 | 9      | +3,31    | 0        |
| CDA - Europese Volkspartij          | 2.017.743 | 35,60 | 10     | 1.590.218 | 30,02 | 8      | -5,58    | -2       |
| VVD - Europese Liberaal-Democraten  | 914.787   | 16,14 | 4      | 1.002.685 | 18,93 | 5      | +2,79    | +1       |
|                                     |           |       |        |           |       |        |          |          |
| CPN                                 | 97.343    | 1,72  | 0      |           |       |        |          |          |
| PSP                                 | 97.243    | 1,72  | 0      |           |       |        |          |          |
| PPR                                 | 92.055    | 1,62  | 0      |           |       |        |          |          |
| Groen Progressief Akkoord           | -         | -     | -      | 296.488   | 5,60  | 2      |          |          |
| subtotaal                           | 286.641   | 5,06  | 0      | 296.488   | 5,60  | 2      | +0,54    | +2       |
|                                     |           |       |        |           |       |        |          |          |
| SGP                                 | 126.412   | 2,23  | 0      |           |       |        |          |          |
| GPV                                 | 62.610    | 1,10  | 0      |           |       |        |          |          |
| SGP, GPV en RPF                     | -         | -     | -      | 275.786   | 5,21  | 1      |          |          |
| subtotaal                           | 189.022   | 3,33  | 0      | 275.786   | 5,21  | 1      | +1,88    | +1       |
|                                     |           |       |        |           |       |        |          |          |
| Centrumpartij                       | -         | -     | -      | 134.877   | 2,55  | 0      | +2,55    | 0        |
| D66                                 | 511.967   | 9,03  | 2      | 120.826   | 2,28  | 0      | -6,75    | -2       |
| Europese Groenen                    | -         | -     | -      | 67.413    | 1,27  | 0      | +1,27    | 0        |
| God Met Ons                         | -         | -     | -      | 23.291    | 0,44  | 0      | +0,44    | 0        |
| overige partijen in 1979            | 24.903    | 0,44  | 0      | -         | -     | -      | -0,44    | 0        |
| totaal                              | 5.667.303 | 100   | 25     | 5.296.749 | 100   | 25     | 0        | 0        |